# Moskowskije wiedomosti
„Moskowskije wiedomosti” (ros. Московские ведомости) – jedna z najstarszych gazet rosyjskich, wydawana w latach 1756–1917 w Moskwie.

## Historia
„Moskowskije wiedomosti” zostało założone na Uniwersyteckie Moskiewskim. Formalnie uniwersytet wydawał gazetę do 1909 roku. W latach 1779–1789 była kierowana przez liberalnego N. Nowikowa. Od 1859 roku gazeta ukazywała się w formie dziennika.
W 1851 roku do składu redakcji gazety dołączył Michaił Katkow, który wkrótce objął stanowisko redaktora naczelnego. Pod kierownictwem Katkowa gazeta przeżyła duży rozwój. Na jej łamach obok profesorów Uniwersytetu Moskiewskiego publikowali rosyjscy artyści. W 1861 roku gazetę dotknął kryzys finansowy. W celu ratowania gazety zorganizowano konkurs, w drodze którego Katkow i Paweł Leontiew zostali dzierżawcami gazety. Za ich sprawą dziennik ponownie stał się rentowny, a do połowy lat 60. XIX wieku jej nakład przekroczył 12 tys. egzemplarzy.
Do wybuchu powstania styczniowego w 1863 roku „Moskowskije wiedomosti” wykazywały sympatie propolskie. W następnych latach dziennik charakteryzował się silnym antypolonizmem. Na łamach gazety Katkow opowiadał się za wprowadzeniem w Królestwie Polskim dyktatury wojskowej i unifikacji ziem polskich z Rosją.
Konserwatywnemu profilowi dziennika sprzeciwiała się liberalne „Russkije wiedomosti”. W 1905 roku „Moskowskije wiedomosti” stały się organem partii monarchistycznych. Redakcja dziennika została zamknięta przez bolszewików.